# Stefan Bergman (matematyk)
Stefan Bergman (ur. 5 maja 1895 w Częstochowie, wówczas Królestwo Kongresowe, zm. 6 czerwca 1977 w Palo Alto) – polsko-amerykański matematyk żydowskiego pochodzenia. Znany jest przede wszystkim z badań w teorii przestrzeni Hilberta, gdzie wprowadził ważne pojęcie zwane dziś jądrem Bergmana (ang. Bergman kernel).

## Życiorys
Po ukończeniu studiów w Berlinie, Bergman zbliżył się do Koła wiedeńskiego. Pogarszająca się sytuacja w Europie, a zwłaszcza narastający w Niemczech antysemityzm spowodowały, że w roku 1937 wyjechał do Związku Radzieckiego, a stamtąd do Francji. Dzięki pomocy Richarda von Misesa w roku 1939 wyjechał do Stanów Zjednoczonych. Był wieloletnim pracownikiem Uniwersytetu Stanforda.